# Sylvain Cambreling
Sylvain Cambreling (Amiens, 2 luglio 1948) è un direttore d'orchestra francese.

## Biografia
Ha svolto i suoi studi al conservatorio di Amiens, poi a quello di Parigi, e ivi anche all'Ecole Normale de Musique.
Ha cominciato la sua carriera come trombonista.
Nel 1978 dirige Le médecin malgré lui di Charles Gounod all'Opéra-Comique di Parigi.
Nel 1979 dirige Les contes d'Hoffmann con Tom Krause e Michel Sénéchal all'Opéra national de Paris e Sapho per la radio francese.
Ancora a Parigi nel 1980 dirige Il castello di Barbablù, Erwartung di Arnold Schönberg, L'Enfant et les sortilèges con Jane Berbié e Sénéchal ed Oedipus Rex (Stravinskij) con Siegmund Nimsgern e John Macurdy.
Nel corso della sua carriera è stato alla direzione musicale de La Monnaie di Bruxelles dal 1981 al 1991, della Oper Frankfurt dal 1993 al 1997 e della Opera di Stoccarda dal 2012 al 2018.
Nel 1983 dirige un concerto con Nikita Magaloff e Mario Ancillotti al Teatro alla Scala di Milano dove nel 1984 dirige Lucio Silla (Mozart) con Lella Cuberli, Ann Murray e Mariana Nicolesco diretta anche a Nanterre.
Nel 1985 a Parigi dirige La vera storia di Luciano Berio con Antonio Savastano e Milva.
Nel 1986 debutta al Festival di Salisburgo con Le martyre de Saint Sébastien diretto anche alla Scala.
A Salisburgo nel 1987 dirige il Concerto per pianoforte e orchestra n. 22 (Mozart), la Sinfonia n. 6 (Mozart) e la Sinfonia n. 31 (Mozart) e nel 1988 il Concerto per pianoforte e orchestra n. 23 (Mozart) e la Sinfonia n. 40 (Mozart).
Nel 1988 a Bruxelles dirige la prima assoluta di En attendant Anaïs di Joanna Bruzdowicz.
Nel 1999 ha diretto la prima assoluta di Cronaca del luogo di Berio con i Tölzer Knabenchor, Hildegard Behrens, David Moss (musicista) e Christian Lindberg a Salisburgo.
Ha collaborazioni intense e regolari con le orchestre: Orchéstre de l'Opéra de Paris, Wiener Symphoniker, Frankfurter Museumsorchester, Staatskapelle Dresden, Münchner Philharmoniker, The Metropolitan Opera Orchestra, Symphonieorchester des Bayerischen Rundfunks, Ndr-Sinfonieorchester, Deutsches Symphonie Orchester Berlin, Philharmonia Orchestra, Göteborgs Symfoniker.
Tra le sue incisioni discografiche sono comprese composizioni di Messiaen, Debussy, Schmitt, Grisey, Rihm, Zender, Ablinger, Haas, Rameau, Dukas, Sciarrino, Dallapiccola, Dusapin, Boesmans, Ravel, Mussorgskij, Schumann, Lachenmann, Feldman, Henze, Hosokawa, Charpentier, Schönberg, Berg, Bartók, Mendelssohn Bartholdy e Bruckner.

## Incarichi attuali
- dal 1997: Erster Gastdirigent (primo direttore ospite) del Klangforum Wien
- dal 1999: Chefdirigent (direttore principale) della Swr Sinfonieorchester
- dal 2008: Principal Conductor Designate (direttore principale designato) della Yomiuri Nippon Symphony Orchestra
- dal 2018: Chefdirigent (direttore principale) dei Symphoniker Hamburg

## Nuove produzioni operistiche recenti
- LA DAMNATION DE FAUST (Felsenreitschule, 19.8.1999)
- LES TROYENS (Grosses Festspielhaus, 24.7.2000)
- Le nozze di Figaro (Kleines Festspielhaus, 25.7.2001)
- SAINT FRANÇOIS D'ASSISE (Jahrhunderthalle Bochum, 13.9.2003)
- Věc Makropulos (Staatsoper Stuttgart, 24.1.2004)
- SAINT FRANÇOIS D'ASSISE (Opéra Bastille, 6.10.2004)
- L'AMOUR DES TROIS ORANGES (Opéra Bastille, 1.12.2005)
- IL DISSOLUTO PUNITO OSSIA IL DON GIOVANNI (Palais Garnier, 27.1.2006)
- Simon Boccanegra (Opéra Bastille, 3.5.2006)
- LOUISE (Opéra Bastille, 2.3.2007)
- La traviata (Palais Garnier, 16.6.2007)
- ARIANE ET BARBE-BLEUE (Opéra Bastille, 13.9.2007)
- WOZZECK (Opéra Bastille, 29.3.2008)
- Fidelio (Palais Garnier, 25.11.2008)

## DVD
- Berg: Wozzeck (Frankfurt Opera, 1996) - Arthaus Musik
- Berlioz: La damnation de Faust - Staatskapelle Berlin, Arthaus Musik
- Mozart: La Clemenza di Tito (Paris National Opera, 2005) - Susan Graham, Opus Arte
- Mozart: Così fan tutte (Teatro Real, 2013) - Juan Francisco Gatell, regia Michael Haneke, C Major
- Mozart: Le nozze di Figaro (Paris National Opera, 2006) - Peter Mattei/Lorenzo Regazzo, Opus Arte
- Prokofiev: L'amour des 3 Oranges (Paris National Opera, 2005) - José van Dam, TDK
- Stravinsky: The Rake's Progress (Salzburg Festival, 1996) - Dawn Upshaw/Jerry Hadley/Jane Henschel, Arthaus Musik